# 聖徳太子建立七大寺

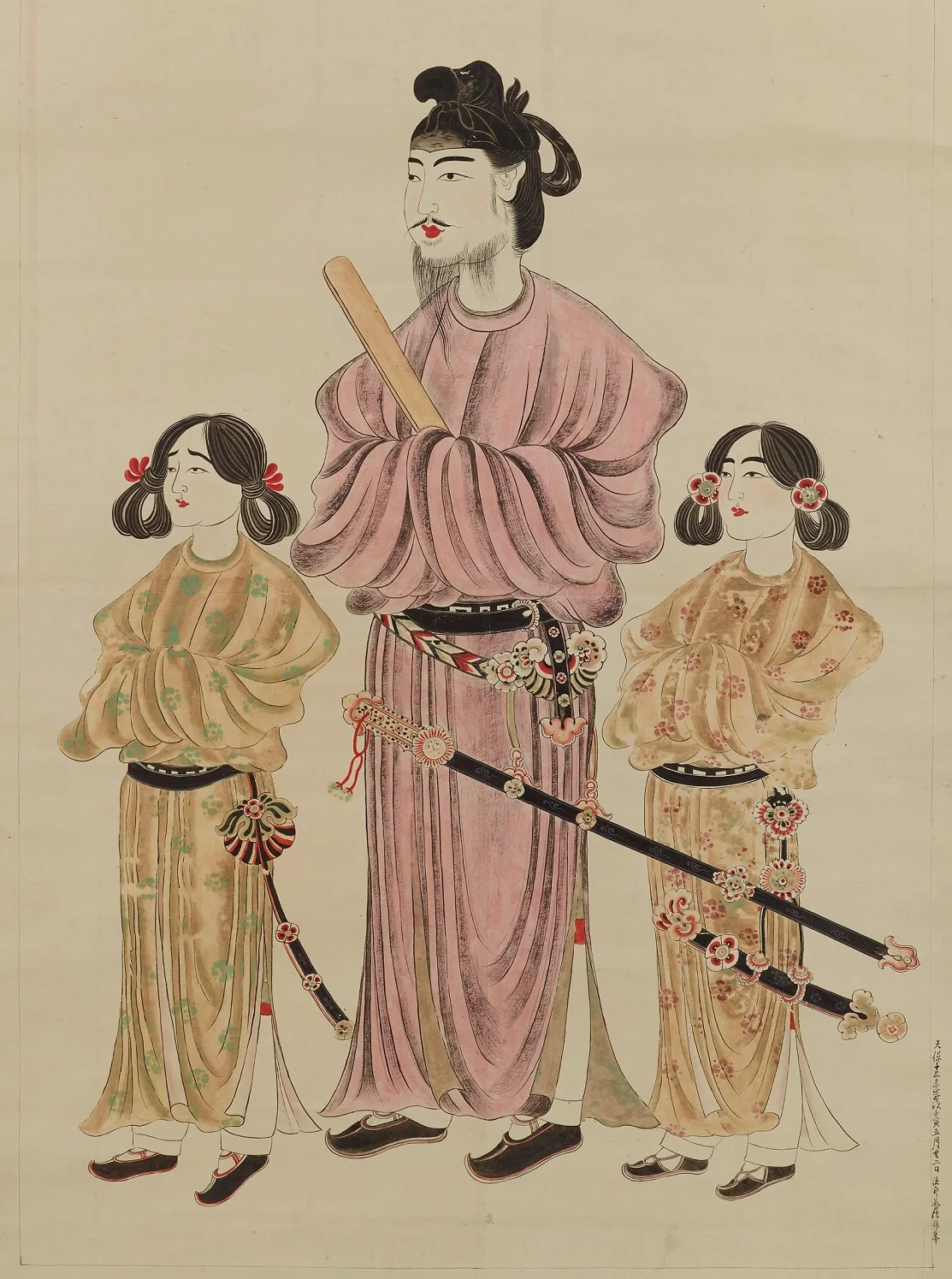
聖徳太子を描いたとされる肖像画「唐本御影」。8世紀半ば頃。

聖徳太子建立七大寺（しょうとくたいしこんりゅうしちだいじ）または、聖徳太子建立七寺（しょうとくたいしこんりゅうななでら）は、聖徳太子建立の伝承のある七つの寺の総称。

## 寺院
- 法隆寺（斑鳩寺）
- 広隆寺（蜂丘寺）
- 法起寺（池後寺、尼寺）
- 四天王寺（四天王大護国寺）
- 中宮寺（尼寺）
- 橘寺（聖徳太子生誕地）
- 葛木寺（尼寺）